# Карбах (Доња Франконија)
Карбах (њем. Karbach) град је у њемачкој савезној држави Баварска. Једно је од 40 општинских средишта округа Мајна-Шпесарт. Према процјени из 2010. у граду је живјело 1.398 становника. Посједује регионалну шифру (AGS) 9677146.

## Географски и демографски подаци
Карбах се налази у савезној држави Баварска у округу Мајна-Шпесарт. Град се налази на надморској висини од 204 метра. Површина општине износи 24,2 km². У самом граду је, према процјени из 2010. године, живјело 1.398 становника. Просјечна густина становништва износи 58 становника/km².